# Districtul Morsott
Morsott este un district din provincia Tébessa, Algeria.